# Yana Klochkova
Yana Oleksandrivna Klochkova (Яна Олександрівна Клочкова; Simferopol, 7 de Agosto de 1982) é uma nadadora ucraniana. Conquistou cinco medalhas em apenas duas Olimpíadas, sendo quatro delas de ouro.
Suas medalhas de ouro foram conquistadas nas seguintes provas: 200 metros medley individual e 400 metros medley individual, nas Olimpíadas de Sydney (2000) e de Atenas (2004). Em Sydney, conquistou ainda a medalha de prata na prova dos 800 metros livre.
Yana Klochkova conquistou ainda dez títulos no Campeonato Mundial de Natação e dezenove títulos no Campeonato Europeu de Natação.
Em 2004, foi agraciada com a medalha de Heroína da Ucrânia e considerada a Nadadora do Ano pela conceituada revista Swimming World.
Atualmente, é detentora do recorde mundial e olímpico dos 400 metros medley, com a marca de 4:33.59, estabelecida nas Olimpíadas de Sydney 2000 e do recorde olímpico dos 200 metros medley, com a marca de 2:10.68, também registrada nas Olimpíadas de Sydney 2000.

## Títulos olímpicos
- Sydney 2000: 200m medley
- Sydney 2000: 400m medley
- Atenas 2004: 200m medley
- Atenas 2004: 400m medley

## Títulos mundiais - piscina longa (50m)
- Fukuoka 2001: 400m livre
- Fukuoka 2001: 400m medley
- Barcelona 2003: 200m medley
- Barcelona 2003: 400m medley

## Títulos mundiais - piscina curta (25m)
- Hong Kong 1999: 400m medley
- Atenas 2000: 200m medley
- Atenas 2000: 400m medley
- Moscou 2002: 400m livre
- Moscou 2002: 200m medley
- Moscou 2002: 400m medley

## Títulos europeus - piscina longa (50m)
- Istambul 1999: 200m medley
- Istambul 1999: 400m medley
- Helsinque 2000: 400m livre
- Helsinque 2000: 200m medley
- Helsinque 2000: 400m medley
- Berlim 2002: 400m livre
- Berlim 2002: 200m medley
- Berlim 2002: 400m medley
- Madri 2004: 200m medley
- Madri 2004: 400m medley

## Títulos europeus - piscina curta (25m)
- Lisboa 1999: 400m livre
- Lisboa 1999: 800m livre
- Lisboa 1999: 200m medley
- Lisboa 1999: 400m medley
- Valência 2000: 200m medley
- Valência 2000: 400m medley
- Antuérpia 2001: 200m medley
- Riesa 2002: 200m medley
- Riesa 2002: 400m medley

## Universíada - piscina longa (50m)
- Daegu 2003: 200m livre
- Daegu 2003: 200m borboleta
- Daegu 2003: 200m medley
- Daegu 2003: 400m medley
- Banguecoque 2007: 400m medley